# Gruszka Costy

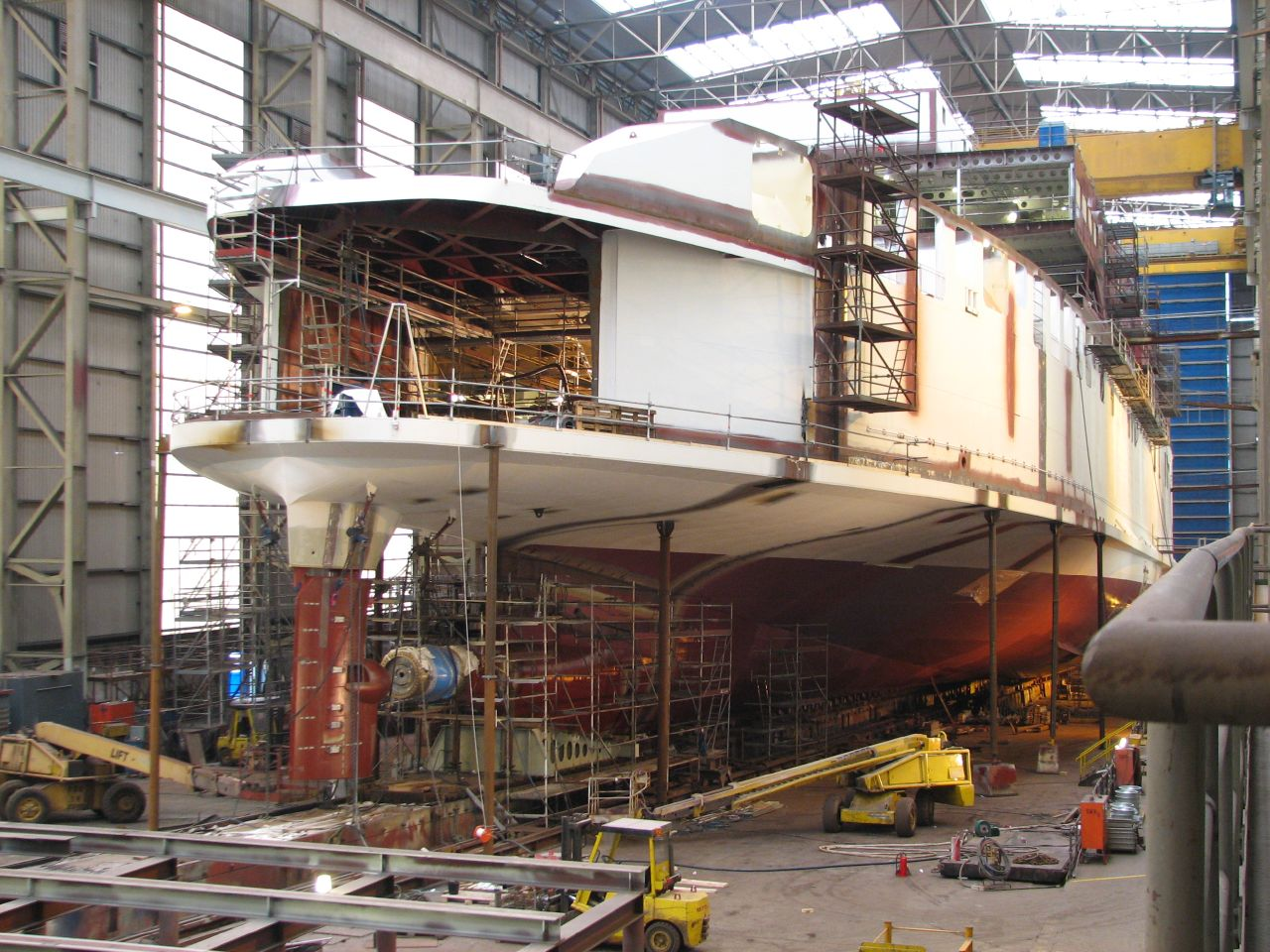
Gruszka Costy widoczna na płetwie statku w stoczni

Gruszka Costy – zgrubienie na płetwie sterowej statku położone na przedłużeniu osi śruby. Zastosowanie gruszki zmniejsza zawirowania powstające za śrubą, zwiększa sprawność napędu o około 5%.